# Keeper of the Seven Keys Part 1
Keeper of the Seven Keys Part 1 ist das zweite Album von Helloween, auf dem erstmals Michael Kiske den Gesang übernahm. Kai Hansen, der frühere Sänger, blieb der Band an der Gitarre erhalten.
Das Album wurde anfangs als Doppelalbum geplant. Dies fand allerdings keine Unterstützung beim Label. Deshalb wurde es zweigeteilt (Part 1 und Part 2) und in aufeinander folgenden Jahren herausgegeben.
Das Album verkaufte sich gut (ca. 500.000 Einheiten wurden weltweit abgesetzt) und ermöglichte der Band ihre erste US-Tour mit Grim Reaper und Armored Saint.

## Songliste
1. Initiation (Hansen) – 1:21
2. I’m Alive (Hansen) – 3:23
3. A Little Time (Kiske) – 3:59
4. Twilight of the Gods (Hansen) – 4:29
5. A Tale That Wasn’t Right (Weikath) – 4:42
6. Future World (Hansen) – 4:02
7. Halloween (Hansen) – 13:18
8. Follow the Sign (Hansen/Weikath) – 1:46

### Expanded Edition Bonustracks
1. Victim of Fate (Single b-side) – 7:00
2. Starlight (Remix) – 4:15
3. A Little Time (Alternative Version) – 3:33
4. Halloween (Video Edit) – 5:02

### Keeper of the Seven Keys, Parts I & II Bonustracks
1. Savage (Kiske)
2. Livin' Ain't No Crime (Weikath)

### Alternativer Bonustrack
1. Judas (Hansen)

## Mitwirkende
- Tommy Hansen – Co-Producer, Engineer, Mixing, Emulator
- Edda & Uwe Karczewski – Cover Design
- Limb – Sleeve & Back Cover Concept
- Tommy Newton – Producer, Engineer